# ハテム・グーラ
ハテム・グーラ（Hatem Ghoula、1973年6月7日 - ）は、チュニジアの陸上競技選手（競歩）。フランスのパリ生まれ。2015年1月現在20km競歩のアフリカ記録保持者。

## 来歴
国際大会への出場は1993年世界陸上選手権より、毎回世界選手権の20km競歩に出場しているが11年間、入賞はなかった。オリンピックも4回出場している。
ヘルシンキで開催された2005年世界陸上選手権で5位に入り初の入賞を果たし、2006年ワールドカップ競歩で4位、そして2007年世界陸上選手権では3位に入りアフリカ選手初となる競歩のメダルを獲得した。またチュニジアにとっても世界陸上選手権初のメダル獲得となった。
30歳を越えてから初入賞・初メダルを成し遂げ、競歩選手は息が長いということを象徴する選手の一人である。また彼のウォーキングは大試合で失格経験がないという実績が表しているとおり、非常に基本に忠実で安定したものである。

## 個人記録
| 種目   | タイム  | 場所                                     | 日時          |
| ------ | ------- | ---------------------------------------- | ------------- |
| 20 kmW | 1,19.02 | ドイツ・アイゼンヒュッテンシュタット     | 1997年5月10日 |
| 50 kmW | 3,58.44 | スペイン・サンタ・ユーラリア・デス・リウ | 2007年3月4日  |